# Docklands

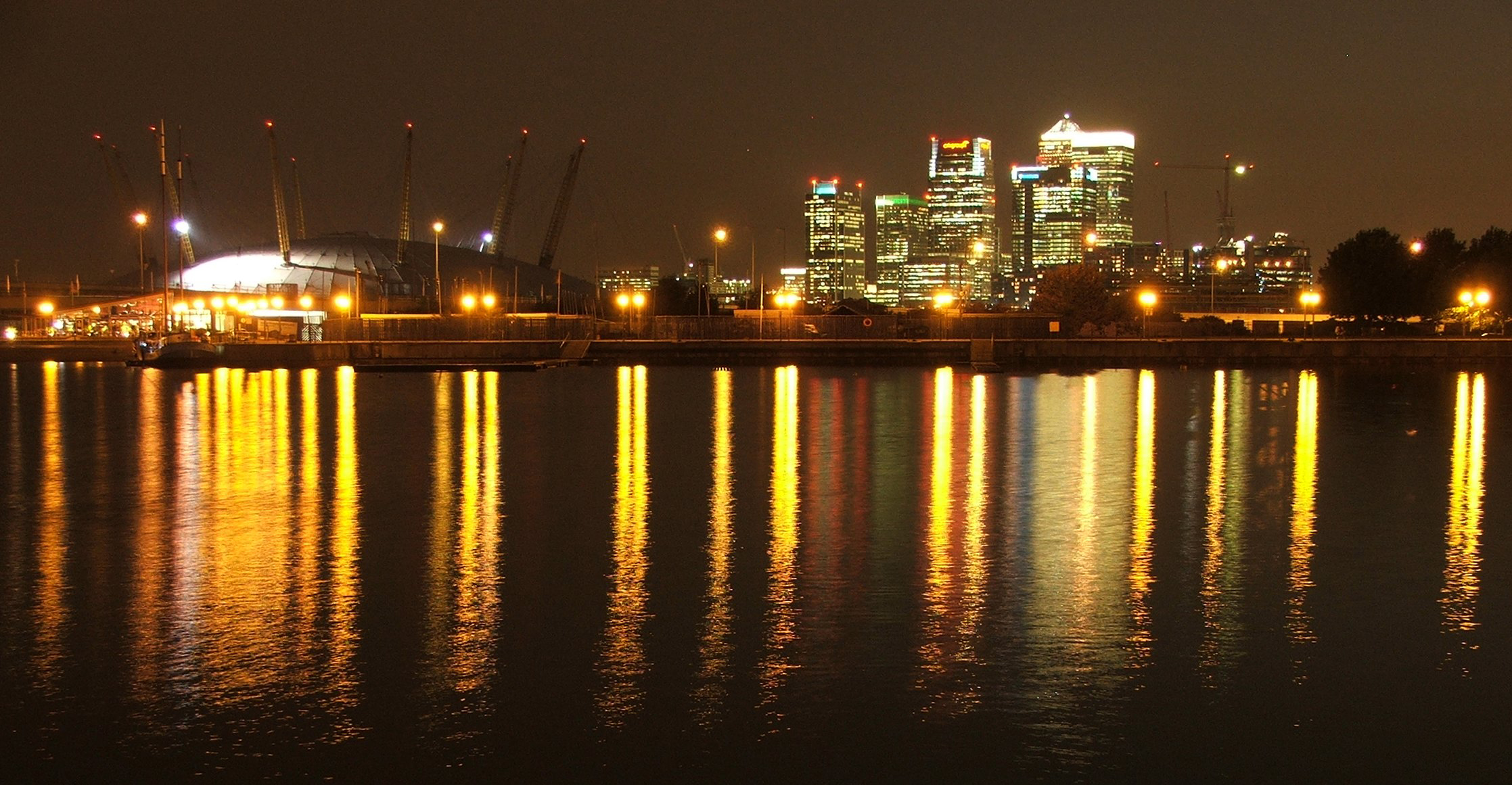
O Domo do Milênio e o Canary Wharf.

Docklands (ou As Docas) é um distrito localizado a leste da Grande Londres, e pertence aos  boroughs de Southwark, Tower Hamlets e Greenwich.
É conhecido como um bairro residencial e comercial. O nome London Docklands foi usado pela primeira vez em 1971, e é o nome pelo qual ficou universalmente conhecida a área.
Docklands, formalmente, também faz parte do Porto de Londres, que chegou a ser o maior porto do mundo no século XIX.